# Nesocordulia malgassica
Nesocordulia malgassica là loài chuồn chuồn trong họ Synthemistidae. Loài này được Fraser mô tả khoa học đầu tiên năm 1956.